# Anii 20 î.Hr.
Secole: Secolul al II-lea î.Hr. - Secolul I î.Hr. - Secolul I
Decenii: Anii 70 î.Hr. Anii 60 î.Hr. Anii 50 î.Hr. Anii 40 î.Hr. Anii 30 î.Hr. - Anii 20 î.Hr. - Anii 10 î.Hr. Anii 0 î.Hr. Anii 0 Anii 10 Anii 20
Anii: 30 î.Hr. | 29 î.Hr. | 28 î.Hr. | 27 î.Hr. | 26 î.Hr. | 25 î.Hr. | 24 î.Hr. | 23 î.Hr. | 22 î.Hr. | 21 î.Hr. | 20 î.Hr.
Evenimente